# Estlands folkunion
Eestimaa Rahvaliit (RL), "Folkunionen", var ett politiskt parti i Estland, bildat den 29 september 1994 under namnet Eesti Maarahva Erakond (EME). Namnbytet till RL skedde den 18 oktober 1999. RL tillhörde Alliansen för nationernas Europa (AEN) och hade över 9 000 medlemmar.
Den 10 juni 2000 gick RL samman med två andra partier; Eesti Maaliit (EML) och Eesti Pensionäride ja Perede Erakond (EPPE).
Genom ytterligare ett samgående 2003, med Erakond Uus Eesti (EUE) blev RL Estlands största politiska parti.
I parlamentsvalet samma år fick RL 13 % av rösterna och 13 mandat av 101 i parlamentet.
I Europaparlamentsvalet 2004 erhöll partiet inget mandat. I det nationella parlamentsvalet 2007 backade partiet kraftigt med 5,9 procentenheter och hamnade på 7,1 %, vilket gav sex av parlamentets 101 mandat.
I parlamentsvalet 2011 misslyckades RL med att klara 5 %-spärren och miste därmed sin parlamentariska representation. 
Den 24 mars 2012 beslutade RL att gå ihop med Eesti Rahvuslik Liikumine (ERL) och bilda Eesti Konservatiivne Rahvaerakond.